# Federalny Cmentarz Wojskowy
Federalny Cmentarz Wojskowy (ros. Федеральное военное мемориальное кладбище), właściwie Federalna Państwowa Instytucja „Federalny Pamiątkowy Cmentarz Wojskowy” (ros. Федеральное государственное учреждение «Федеральное военное мемориальное кладбище») – cmentarz rosyjski mający pełnić rolę panteonu narodowego, w którym mają być chowani przywódcy państwowi, marszałkowie ZSRR i Federacji Rosyjskiej, generałowie, bohaterowie ZSRR, bohaterowie Federacji Rosyjskiej oraz inne zasłużone osoby. Cmentarz zlokalizowany jest w podmoskiewskich Mytiszczach, został otwarty latem 2013 roku.

## Historia
Federalny Cmentarz Wojskowy zajmuje powierzchnię 55 hektarów. Decyzja o jego budowie zapadła, dekretem prezydenta Władimira Putina z 11 lipca 2001 roku. Głównym architektem nekropolii był Siergiej Witaljewicz Goriajew, a koszt jej wzniesienia wyniósł 4 miliardy rubli. Inwestycja dla władz rosyjskich była o tyle ważna, że na prestiżowych i historycznych cmentarzach Moskwy, m.in. na cmentarzu Nowodziewiczym zaczynało już powoli brakować miejsc. Przyjmuje się, że swe miejsce spoczynku będzie mogło znaleźć na nim przeszło 30 tysięcy osób zasłużonych dla państwa rosyjskiego. Zgodnie z przewidywaniami architektów cmentarz będzie mógł służyć przez blisko 200 lat.
Budowa rozpoczęła się w 2008 roku. Federalny Cmentarz Wojskowy został uroczyście otwarty 21 czerwca 2013 roku. Tego dnia z honorami pochowany został tam nieznany żołnierz z czasów wielkiej wojny ojczyźnianej, który poległ w walkach o Smoleńsk. 30 sierpnia 2013 roku patriarcha Cyryl przewodniczył uroczystościom wmurowania kamienia węgielnego pod budowę cmentarnej cerkwi, która dedykowana będzie św. Sergiuszowi z Radoneża. Pierwszą pochowaną na cmentarzu zasłużoną osobą został Michaił Kałasznikow. Pogrzeb odbył się 27 grudnia 2013 roku, a obrzędom przewodniczył metropolita kruticki i kołomieński Juwenaliusz. Istnieje możliwość, że w przyszłości na cmentarz zostaną przeniesione ciała i prochy osób pochowanych na Cmentarzu przy Murze Kremlowskim, m.in. Włodzimierza Lenina, Józefa Stalina, Leonida Breżniewa i Jurija Gagarina i innych dygnitarzy z czasów radzieckich.

## Kryteria pochówku
W lutym 2004 roku rząd Federacji Rosyjskiej ustalił ścisłe kryteria wyboru osób, które mogą zostać pochowane na Federalnym Cmentarzu Wojskowym. Są one następujące:
- osoby zatrudnione w resortach obrony i federalnych organach władzy, które odznaczyły się w służbie wojskowej, w służbie dla obronności kraju, a także w różnorodnych organach bezpieczeństwa i służby mundurowej
- Bohaterowie Związku Radzieckiego i Bohaterowie Federacji Rosyjskiej
- obywatele odznaczeni Orderem Świętego Andrzeja Apostoła Pierwszego Powołania
- obywatele odznaczeni Orderem „Za zasługi dla Ojczyzny” (I klasy)
- obywatele odznaczeni Orderem Sławy (I, II, III klasy)
- weterani wielkiej wojny ojczyźnianej, weterani działań wojennych toczących się na terytorium Związku Radzieckiego i innych państw, weterani służby wojskowej, weterani służby cywilnej, a także obywatele i inni zatrudnieni w kompleksie obronno-przemysłowym, odznaczeni tytułem Bohatera Pracy Socjalistycznej lub nagrodzeni Orderem Lenina, Order „Za zasługi dla Ojczyzny” (II, III, IV klasy), Orderem Sławy Pracy (I, II, III klasy), Orderem „Za służbę Ojczyźnie w Siłach Zbrojnych ZSRR” (I, II, III klasy)
- prezydenci ZSRR i prezydencji Federacji Rosyjskiej
- przewodniczący Rady Najwyższej ZSRR i przewodniczący Zgromadzenia Federalnego Federacji Rosyjskiej
- przewodniczący Rady Ministrów ZSRR i Premierzy Federacji Rosyjskiej
- ministrowie i wysocy urzędnicy rządu ZSRR i rządu Federacji Rosyjskiej
- marszałkowie ZSRR, marszałkowie Federacji Rosyjskiej, generałowie armii, admirałowie floty i marszałkowie wojsk, generałowie-pułkownicy, admirałowie
- inni obywatele, decyzją prezydenta[2]